# 小川一樹
小川 一樹（おがわ かずき、1979年8月17日  - ）は、日本の男性声優。以前はぷろだくしょんバオバブに所属していた。兵庫県出身。
緒方賢一主催の劇団すごろく所属の舞台俳優でもある。
なお、元子役で『3年B組金八先生（第5シリーズ）』の比留間和憲役で出演していた小川一樹は同姓同名の別人。

## 出演

### テレビアニメ
2003年
- D・N・ANGEL（八百屋の息子）

2004年
- 犬夜叉（妖怪）
- サムライチャンプルー（師範代）
- 蒼穹のファフナー Dead Aggressor（隊員）
- 焼きたて!!ジャぱん（サンピエールの部下）

2006年
- ガラスの艦隊（仮面舞踏会の男2、マコネ艦・部下）
- ケロロ軍曹（運転手）
- タクティカルロア（ペナンガラン、ボールドウィン 他）
- ちょこッとSister（チンピラ）
- NARUTO（木ノ葉の暗部、木ノ葉の忍、鞍馬の忍、ツヅミ 他）
- パンプキン・シザーズ（マーキュリー号）
- まじめにふまじめ かいけつゾロリ（トナカイA）
- ラブゲッCHU 〜ミラクル声優白書〜（忍者A）
- らぶドル 〜Lovely Idol〜（クイズ番組司会者）

2007年
- 瀬戸の花嫁（男B）
- おおきく振りかぶって（主審、審判、三塁審判、球審 他）
- CLANNAD-クラナド-（2007年 - 2009年、ラグビー部員、アナウンサー） - 2シリーズ
- 地獄少女 二籠（TVニュース）
- D.Gray-man（賞金稼ぎD）
- NARUTO -ナルト- 疾風伝（砂の里の忍）
- ロケットガール（パイロット）
- ロミオ×ジュリエット（店主）

2008年
- カイバ（ブウジュウ）
- コードギアス 反逆のルルーシュR2（木下）
- はっけん たいけん だいすき!しまじろう

2009年
- ミラクル☆トレイン〜大江戸線へようこそ〜（黒服D）

2012年
- 忍者ハットリくん 2012年インド版（ケムマキ）

2013年
- 忍たま乱太郎（2013年 - 2024年、毒掃丸、油片武羅〈2代目〉、厚着先生〈3代目〉、盗賊 他）
- 名探偵コナン（2013年 - 2016年、石栗三朗、スタッフ、泥棒役の男、アナウンサー、水科宗輔）

2014年
- クレヨンしんちゃん（2014年 - 2024年、自動販売機ロボ、チョンマゲ団部下A、岩怪人、店長、皿回し怪人 他）
- ドラえもん（テレビ朝日版第2期）（2014年 - 、原始人B、男性）

2016年
- パズドラクロス（マイヤーズ）

2018年
- バキ（張洋王）

2021年
- 出会って5秒でバトル（男、城島透）

### 劇場アニメ
- ベクシル 2077日本鎖国（2007年、ホーク）
- クレヨンしんちゃん 爆睡!ユメミーワールド大突撃（2016年、ヲタA）
- ゴーちゃん。〜モコとちんじゅうの森の仲間たち〜（2017年、調査隊隊長）
- コードギアス 反逆のルルーシュ II・III（2018年、木下） - 2作品

### OVA
- 怪童丸（2001年）
- 舞-乙HiME Zwei（2006年、軍曹）
- テイルズ オブ シンフォニア THE ANIMATION シルヴァラント編（2007年、祭司B）
- 一騎当千 集鍔闘士血風録（2012年、京都闘士弐）

### ゲーム
- 絶体絶命都市（2002年、飯坂俊哉）
- マリオシリーズ（2004年 - 、ハンマーブロス）
- キングダム ハーツII（2005年）
- ぱすてるチャイムContinue（2005年）
- NARUTO -ナルト- 疾風伝 ナルティメットアクセル（2007年、学者、木ノ葉行商人）
- ワイルドアームズ クロスファイア（2007年、ラスニール）
- 加奈 〜いもうと〜（PlayStation Portable版）（2010年、サブキャラクター）
- ペルソナ3 リロード（2024年、校長、宮原）

### 吹き替え

#### 映画
- サハラ 死の砂漠を脱出せよ ※テレビ東京版
- スコーピオン・キング ※日本テレビ版

#### アニメ
- サウスパーク（ハリー・ギンツ）